# Xenokleides (Athen)
Xenokleides (griechisch Ξενοκλείδης Xenokleídēs) war ein antiker Dichter des 4. Jahrhunderts v. Chr. aus Athen, von dem keine Werke überliefert sind. Er war einer der Liebhaber der Hetäre Neaira.
Als er 369 v. Chr. dem Antrag des Kallistratos widersprach, Sparta gegen Theben zu unterstützen, wurde er ungerechtfertigterweise angeklagt, nicht am Kriegszug teilgenommen zu haben, obwohl er als Pächter der Getreidezölle davon freigestellt war. Trotzdem wurde er verurteilt und für ehrlos (atimos) erklärt. Daraufhin ging er nach Makedonien ins Exil, das er jedoch auf Anweisung Philipps II. wieder verlassen musste. 342 v. Chr. kehrte er nach Athen zurück. Während des Prozesses gegen Neaira bestand seine Ehrlosigkeit noch.